# Marokańczycy
Marokańczycy – obywatele lub stali rezydenci Maroka. Na ich strukturę etniczną składają się przede wszystkim Arabowie oraz Berberowie.
Marokańczycy posługują się głównie językami arabskim, francuskim oraz berberyjskimi, do których należy między innymi urzędowy język tamazight. Około 99% Marokańczyków wyznaje islam, resztę społeczeństwa stanowią m.in. wyznawcy bahaizmu, chrześcijaństwa i żydzi; część społeczeństwa jest niewierząca.